# Хлодвиг IV
Хло́двиг IV (иногда Хло́двиг III; фр. Clovis IV, нем. Chlodowech IV; 678 — март 695) — король франков в 691—695 годах из династии Меровингов.
Имя Хлодвиг переводится с франкского как «Прославленный в боях».

## Биография
Хлодвиг IV — сын Теодориха III и Хродехильды (Клотильды) — был ставленником на престоле майордома Пипина Геристальского. Наследовал отцу во всех трех королевствах — Нейстрии, Австразии и Бургундии — будучи ещё ребёнком, в возрасте девяти лет. Хотя Хлодвиг IV именуется «королём франков», он, как один из так называемых «ленивых королей», в действительности был всего лишь марионеткой в руках Пипина Геристальского. Был королём четыре года и умер в марте 695 года, едва достигнув семнадцати лет.